# Центральный антирелигиозный музей
Центра́льный антирелигио́зный музе́й (ЦАМ) (с 1942 года — Музей истории религии и атеизма АН СССР) — антирелигиозный музей в Москве, существовавший с начала  1927 года по 20 марта 1947 года. С 1929 года по 1937 год располагался  в здании  соборной церкви Страстного монастыря в Москве, с 1937 по 1947 год располагался в здании церкви Николая Чудотворца в Новой Слободе в Москве. 
Музей вырос из опыта кружковой работы вокруг газеты «Безбожник». Основатель музея Борис Павлович Кандидов, будучи преподавателем и руководителем кружка по антирелигиозной пропаганде в Тамбовской пехотной школе комсостава Красной Армии, в 1924 году подготовил план антирелигиозной выставки, которую не удалось развернуть, так как школа была расформирована, а Кандидов получил назначение в Московскую военно-инженерную школу. Именно в её стенах на основе «уголка безбожника» была открыта в 1925 года Бауманская антирелигиозная выставка положившая начало будущему антирелигиозному музею всесоюзного значения. 
В Москве Кандидов задумывается о создании антирелигиозного музея. Его начинания поддерживает Московский губернский совет Союза Безбожников. Весной 1926 года антирелигиозное совещание при ЦК ВКП(б) признало необходимым создать Центральный антирелигиозный музей. 15 октября 1926 года Кандидов приступил к работе в качестве его организатора. 
Осенью 1926 года началась работа над проектом музея, в котором приняли участие М. Шейнман, Ф. Ковалев, М. Покровский. В декабре 1926 года проект был опубликован в журнале «Антирелигиозник». 
После ряда перипетий музей был открыт в начале 1927 года в здании Московской военно-инженерной школы с отделами «Церковь и классовая борьба в царской России» и «Религия и Гражданская война». Здесь он просуществует недолго, до 7 февраля 1927 года . Затем музей переехал по адресу: Елецкий переулок, дом 8. Это было тёмное и сырое складское помещение, которое совсем не годилось для музея. 
Обновленная экспозиция открылась к антипасхальной кампании 15 апреля 1928 года. В ней было два раздела: «Православие на службе капитализма и самодержавия в России», «Религия и Октябрьская революция». Несколько витрин освещали темы «Церковь в СССР» и «Современное сектантство». Актуальный политический характер названий разделов экспозиции характиризовал общую тенденцию в устройстве антирелигиозных музеев конца 1920-х годов – ориентацию на идеологическое разоблачение религии и церкви (в первую очередь Русской православной церкви) как чуждого мировоззрения и организации, служившей интересам эксплуататорских классов. Вплоть до 1928 года создание музея держалось исключительно на энтузиазме Кандидова. Организация музея была отягощена финансовыми сложностями, а также необходимостью поиска нового помещения. Решению этого вопроса было посвящено несколько специальных заседаний Комиссии по проведению декрета об отделении церкви от государства при ЦК ВКП(б), на которых было принято решение о передаче музею здания Страстного монастыря. В качестве даты открытия выбрали 1 мая 1929 года. 
Центральный антирелигиозный музей в бывшем Страстном монастыре открылся в срок в связи проведением антипасхальной кампании, а после её завершения был закрыт для «окончательной подготовки». 10 июня 1929 года музей возобновил свою работу на постоянной основе во время II съезда Союза безбожников. Повторное  открытие музея в стенах монастыря было приурочено к проведению II Всесоюзного съезда Союза воинствующих безбожников, в ведении которого он находился. Вторично открыв музей, Кандидов по состоянию здоровья вынужден был уволиться с должности директора музея. В 1929 году это был первый в СССР и единственный в мире музей подобного профиля. Музей был одним из наиболее популярных московских музеев: за год — с ноября 1929 года по ноябрь 1930 года — его посетило 234 716 человек. В 1931 году Центральный антирелигиозный музей «провел коренную реорганизацию, сделавшись первым в  СССР антирелигиозным музеем, построенным по общественным формациям». В 1934 г. музей был признан Совнаркомом как научно-исследовательское учреждение всесоюзного значения. При музее была создана библиотека из книг антирелигиозного и религиозного содержания,кроме того учреждена аспирантура. 
К концу 1930-х годов в музее сложился коллектив достаточно компетентных сотрудников: М. М. Шейнман, Н. А. Пупышев, Г. П. Снесарев, А. Б. Ранович, В. С. Рожицын, С. А. Токарев, В. М. Шохор, И. А. Крывелев, А. И. Пинт, М. М. Персиц, Б. И. Шаревская и другие. Началась обработка фондов, в которых собралось значительное количество культовых памятников, относящихся практически ко всем конфессиям. В 1942 году Центральный антирелигиозный музей был переименован в Центральный музей истории религии и атеизма и был передан из Союза воинствующих безбожников в ведение АН СССР.  
В зданиях Страстного монастыря музей имел следующие отделы: «Наука и  религия», «Религия в доклассовом обществе», «Религия в древнем мире», «Религия в России в период феодализма», «Религия в период капитализма в России», «Октябрьская революция и религия», «Социалистическое строительство и  борьба против религии». 
После переезда на Каляевскую улицу музей реорганизовал свою экспозицию, здесь она имела следующие отделы: «Наука и религия», «Происхождение религии», «Религия и атеизм в древнем мире», «Религия и атеизм в западноевропейском Средневековье», «Религия и атеизм в  истории народов СССР», «Великая Октябрьская Социалистическая революция в СССР и борьба против религии».
По распоряжению Совета министров СССР и последовавшему за ним Постановлению от 20 марта 1947 года Президиума Академии наук СССР «О ликвидации Музея истории религии в г. Москве» и передаче его коллекций в Ленинград в Музей истории религии АН СССР.